# Tirups socken
Tirups socken i Skåne ingick i Rönnebergs härad, ingår sedan 1971 i Svalövs kommun och motsvarar från 2016 Tirups distrikt.
Socknens areal är 11,43 kvadratkilometer varav 11,37 land.  Orten Tarstad, vars första belägg som ortnamn är  från 1367, samt kyrkbyn Tirup med sockenkyrkan Tirups kyrka ligger i socknen. Tirups första belägg är från 1339 i Diplomatorium Danicum enligt Dialekt och ortnamnsarkivet i Lund.
Sockennamnet skrevs i slutet av 1300-talet Tythorp och kommer från kyrkbyn. Efterleden är torp, 'nybygge'. Förleden kan innehålla ett mansnamn Tithi.

## Administrativ historik
Socknen har medeltida ursprung. 
Vid kommunreformen 1862 övergick socknens ansvar för de kyrkliga frågorna till Tirups församling och för de borgerliga frågorna bildades Tirups landskommun. Landskommunen uppgick 1952 i Svalövs landskommun som ombildades 1971 till Svalövs landskommun. Församlingen uppgick 2002 i Svalövsbygdens församling som 2014 namnändrades till Svalövs församling.
1 januari 2016 inrättades distriktet Tirup, med samma omfattning som församlingen hade 1999/2000.  
Socknen har tillhört län, fögderier, tingslag och domsagor enligt vad som beskrivs i artikeln Rönnebergs härad. De indelta soldaterna tillhörde Norra skånska infanteriregementet, Rönnebergs kompani och Skånska husarregementet, Fjerresta skvadron Billesholms kompani.

## Historia
Trakten kring Tirup har varit bebodd sedan stenåldern. Nära kyrkan har man hittat flera forntida boplatser. Namnet Tirup kan vara från vikingatiden, men det första skriftliga belägget för namnet Tirup är från 1339. Under yngre stenåldern trängde bondelivet gradvis ut äldre kulturer. Skogsmarken omvandlades till beteslandskap. När socknar på 1100-talet började etableras byggdes flera kyrkor i trakten. I Tirups närhet ligger Svalövs, Torrlösas, Felestads, Sireköpinges, Halmstads, Billebergas och Källs Nöbbelövs kyrkor. Medeltidens befolkningsökning gav förutsättningar till större bybildningar, med väl samlade flergårdsbyar omgivna av odlingsmarker.

### Slaget vid Landskrona 1677
Väster om Tirups kyrka och kyrkogård ligger fornlämningen Sireköpinge 99 som är en kulturhistorisk lämning, registrerad som ”slagfält” i fornminnesregistret. På den här platsen stod det mytomspunna slaget mellan Sverige och Danmark den 14 juli 1677 under befäl av Karl XI och Kristian V. Från slaget har arkeologer hittat flera fynd av muskötkulor, handgranater, druvhagel och hästskor.

### Skiften 1775/1776 samt 1804
Tirup storskiftades 1775 och Tarstad storskiftades 1776. Båda byarna enskiftades 1804. Kyrkan ligger inom fornlämning Tirup 4:1, som utgörs av Tirups gamla bytomt enligt 1776 års karta, före enskiftet. Byn bestod då av ett tiotal gårdar. Tirup består av byarna Tirup och Tarstad. I Tarstad fanns 19 gårdar före enskiftet. Byarna omgavs av åkermark utan bebyggelse. 1800-talets enskifte innebar, att de tidigare sammanhållna miljöerna ersattes av en spridd gårdsbebyggelse. Gårdarna i byn ersattes av gatehus.Mycket lite återstår idag av den gamla kyrkbyn. En före detta skola, numera församlingshem, en gård och ett par gatehus ligger i kyrkans närhet. 

### Ortshistoriska uppslagsverk
Historiskt-geografiskt och statistiskt lexikon öfver Sverige,utgivet 1859-1870, berättar om 
"Tirup, annex-socken till Billeberga pastorat, är belägen uti Rönnebergs härad af Malmöhus län, 1 mil från Landskrona; areal 2,222 tunnland = 12,441 qv.ref; 7 1/8 mantal; 725 inbyggare. Jordmånen fruktbar. Folkskola sedan 1822, småbarnsskola i Tarstads by sedan 1859; sockenbibliothek finnes."
Socknen hade enligt Geografiskt-statistiskt handlexikon öfver Sverige, av Rosenberg (extern länk nedan) sammanlagt 8 1/2 mantal, 675 inv., 986,200 kr. fastighetsvärde. En gård i Tirup och Tarstad, med taxering 174,600 kr., är ett indraget militieboställe. En annan betydlig egendom är Tarstadgården. Socknen hade 3 skolhus 1882. Enligt Lärarmatrikel 1922 hade socknen fortsatt 3 skolhus, två hus i Tirup där 53 elever undervisades av två lärare i folkskolan, ett hus i Tarstad där en småskollärare undervisade 28 barn i småskolan.
Beskrivningen ur Svenska orter :atlas över Sverigemed ortbeskrivning 1932
Byn Tirup,  By  Tirups socken; sammanlagt fanns 9 jordbruksfastigheter, 5 andra fastigheter. Taxeringsvärde å jordbruksfastigheterna  1 104 300 kr. (jordbruksvärde), å andra fastigheter 14 000.
- Tirup nr 1 1/4 mantal och nr 11 105/3000 mantal och nr 1, 945/3000 mantal, kallas Tirups gård, tillhör Anders Alfred Staffansson; areal 83,4 har (åker), taxeringsvärde å jordbruksfastigheten179 200 kr. (jordbruksvärde).

- Tirup nr 2 3/16 mantal och nr 4 3/16 mantal, och nr 9 1/8 mantal, kallas Rönnetorp, äges av Jacob B. Mattsson; areal 96,5 har, därav 93,5 åker, taxeringsvärde å jordbruksfastighet 225 700 kr. (jordbruksvärde).
- Tirup nr 3, 13/128 mantal, ägare Åke Persson; areal 25,9 har, därav 25,4 åker, taxeringsvärde å jordbruksfastighet 53 500 kr. (jordbruksvärde).
- Tirup nr 10 l/3 mantal och nr 3 3/128 mantal, äges av Ola Andersson; areal 44,2 har, därav 41,9 åker, taxeringsvärde å jordbruksfastighet 89 600 kr. (jordbruksvärde).
- Tirup nr 11och 12, 95/3000 mantal, tillhör Hans C. Jensens stärbhus, Hällstorps herrgård.; areal 39,6 har (åker), taxeringsvärde å jordbruksfastighet 79 200 kr. (jordbruksvärde).
- Tirup nr 7, 1/4 mantal, annexhemman; areal 32,5 har (åker), taxeringsvärde å jordbruksfastighet 68 200 kr. (jordbruksvärde).
- Tirup nr 13, torp, klockarboställe.

Byn Tarstad
Tarstad,  by i Tirups socken beskrivning 1932:
Sammanlagt fanns 34 jordbruksfastigheter 23 andra fastigheter Taxeringsvärde å jordbruksfastigheter 1 161 100 kr. (jordbruksvärde), å andra fastigheter 49 600. 
- Tarstad nr 6 958/5568 mantal och nr 5, 8347/54000 mantal ägare. Hans E. Hansson; areal 36,3 har (åker), taxeringsvärde å jordbruksfastigheten 79 400 kr. (jordbruksvärde).
- Tarstad nr 7, 25029/112760 mantal och Tarstad nr 4, 23/384 mantal, nr 10, 81/4000 mantal, Tartad nr 11, 290/4000 mantal, kallas Eriksfält, ägare lantbrukare Karl Henry Larsson; areal 52,5 har (åker), taxeringsvärde å jordbruksfastghet109 900 kr (jordbruksvärde).
- Tarstad nr 8, l/4 mantal och nr 6, 482/5568 mantal, ägare lantbrukare Nils Nilsson; areal 31,5 har (åker), taxeringsvärde å jordbruksfastigheten 72 300 kr. (jordbruksvärde).
- Tarstad nr 9, 1053/5456 mantal, ägare Nils Bondesson; areal 27,8 har (åker), taxeringsvärde å jordbruksfastigheten 61 100 kr. (jordbruksvärde).
- Tarstad nr 4, 230/2304 mtl, och nr 10, 139/1000 mantal, ägare Johan A. Pålsson; areal 40 har (åker), taxeringsvärde å jordbruksfastighet 88 000 kr. (jordbruksvärde).

### Herrgårdar

#### Brinkagården
Brinkagården, som omfattar Tirup nr 5, 6, 8, 7/8 mantal och Tarstad nr 1—3, 1/2 mantal och äges av staten; areal 176,4 har, därav 163,8 åker, taxeringsvärde å jordbruksfastighet 352 700 kr. (jordbruksvärde)

#### Tarstadgården
Herrgård i Tirups socken i Tarstad by, som omfattar Tarstad nr 14 —19, 1 och 7/8 mantal ägare 1932 Johan Berg von Lindes stärbhus; areal 242,5 har, därav 214,5 åker, taxeringsvärde å jordbruksfastigheten 406 000 kr i jordbruksvärde.

## Geografi och befolkning
Befolkningen var 1805 314 innevånare och ökade sedan snabbt till 699 år 1865. i Rosenbergs lexikon från 1882-1883 nämns siffran 675. Efter detta började den sakta minska och var 589 1904, 573 var den 1912.1923 hade socnen 437 innevånare. År 2000 fanns här 133 invånare.
Tirups socken ligger öster om Landskrona och strax väster om Svalöv,  Socknen är en mjukt kuperad odlingsbygd.

## Fornlämningar och förhistoria
Ett 20-tal boplatser från stenåldern är funna.
Lösfyndsamlingarna i socknen, RAÄ nummer 7, 14, 18, 26 och 37, består uteslutande av stenåldersfynd med ett undantag. På Erikstorp i Tarstad har man funnit 2 spetsnackiga yxor och en tunnackig flintyxa från tidigneolitisk tid. Annars finns yxor av tunnackig, tjocknackig typ samt bergartyxor, en skafthålsyxa funnen på Tarstad 9:2. Enda fyndet från senare tid är en ornerad sländtrissa i sandsten funnen på Tirup 7:1.
Socknen har haft bosättningar spridda över stora delar av socknen under stenåldern. Fynden är rikast från tidigneolitisk tid men finns från hela stenåldern.

### Bronsålder
Från bronsåldern finns en möjligen bevarad gravhög från bronsåldern. RAÄ nr 3 i Tirup beskrivs som en rest av en hög, oregelbunden 5 meter i diameter, 0,5 meter hög. I ytan syns stenar 0,1 till 0,3 m stora men i södra delen finns också påförd åkersten. Högen observerades av Pehr Johnsson 1923: Öster om vägen mellan Hellstorps gård och Tirups kyrkby finns en mindre hög som förefaller vara en ättehög den innehåller ett röse av stenar. Enligt en lokal tradition ska här ha begravts en officer som stupat i slaget vid Landskrona 1777. Enligt en lantarbetare på Hellstorps gård var högre i början på 1900-talet och där fanns ett träkors.
RAÄ nr 22 på Tarstad nr 14. Enligt karta från 1775 kallas en stycke Flinthögsstycket. Vid inventeringen kunde inga synliga rester av en hög ses  området.
RAÄ nr 23 på Tarstad 5:3. Enligt karta från 1775 kallas området Weleshögen men inga synliga rester av en hög kunde påvisas.
RAÄ nr 24 på Tirup 15:1: Enligt karta från 1776 kallas området Titthögarna. Inga synliga rester kunde ses. Området ligger nära RAÄ 35:2
RAÄ nr 25 på Tirup 1:1 och 3:1. Enligt karta från 1776 kallas området Danshög men det finns inga synliga rester.
RAÄ nr 35:2 på Tirup 15:1. Det finns en flack förhöjning  med 30-35 m diameter och 0,5 meter hög området strax nordost ut kallas Titthägarna se RAÄ nr 24.
Sammanfattningsvis finns en tämligen säker hög med kärnröse, en starkt skadad och nerplöjd hög 35:2 och resten är uppgifter om namn i lantmäteriakterna. I Statens historiska museum finns inga bronsfynd från Tirup.

### Järnålder
1833 köpte Lunds Historiska Museum en guldbrakteat enligt Lunds Veckoblad av den 6 februari 1833. Den hade hittats på Tirups hed. Guldbrakteaten är avbildad i verket "Från järnålder" nr 332. Det måste betonas att det råder osäkerhet om Tirup syftar på socknen Tirup i Svalövs kommun eller på byn Tirup i Tottarps församling i nuvarande Staffanstorps kommun. För Tirup i Svalöv talar att denna plats kallas för Tirups hed i Runa "En skrift för fäderneslandets fornvänner" från 1842.